# Gouvernement Sousse
Das Gouvernement Sousse (arabisch ولاية سوسة, DMG Wilāya Sūsa) ist eines von 24 Gouvernements in Tunesien. Es liegt im Nordwesten des Landes an der Mittelmeerküste und bedeckt eine Fläche von 2.669 km². Die Nachbargouvernements sind Nabeul im Norden, Zaghouan im Nordwesten, Kairouan im Südwesten und Gouvernement Monastir im Südosten. Vom Gouvernement Mahdia im Süden wird Sousse durch einen See getrennt. Die Einwohnerzahl liegt bei 622.100. Die Hauptstadt des Gouvernements heißt ebenfalls Sousse.

## Verwaltung
Das Gouvernement Sousse ist in 16 Delegationen aufgeteilt:
| Délégation                                  | Bevölkerung 2004 |
| ------------------------------------------- | ---------------- |
| Akouda                                      | 25.717           |
| Bouficha                                    | 23.581           |
| Enfidha                                     | 43.426           |
| Hammam Sousse                               | 34.685           |
| Hergla                                      | 07.913           |
| Kalâa Kébira                                | 51.196           |
| Kalâa Sghira                                | 27.726           |
| Kondar                                      | 11.636           |
| M’saken                                     | 85.380           |
| Sidi Bou Ali                                | 17.606           |
| Sidi El Héni                                | 11.614           |
| Sousse Jawhara                              | 62.663           |
| Sousse Medina                               | 29.680           |
| Sousse Riadh                                | 65.333           |
| Sousse Sidi Abdelhamid                      | 46.257           |
| Zaouit-Ksibat Thrayett                      | 19.217           |
| Quelle: Institut national de la statistique |                  |

## Wirtschaft
In der Landwirtschaft sind 153.000 Menschen beschäftigt. Wichtigstes Produktionsgut ist Getreide (230.000 t/Jahr), gefolgt von Olivenöl (60.000 t) und Gemüse, vor allem Tomaten (54.000 t). In der Industrie, vor allem der Textilindustrie, sind ca. 44.500 Personen angestellt. Industrieflächen sind für 226 ha bereitgestellt. Die Dienstleistungsbranche stellt in 115 Hotels etwa 40.000 Betten zur Verfügung. (Alle Zahlen von 2004.)